# 索内加奥恩
索内加奥恩（Sonegaon (Nipani)），是印度马哈拉施特拉邦那格浦尔县的一个城镇。总人口11804（2001年）。

## 人口
该地2001年总人口11804人，其中男性6226人，女性5578人；0—6岁人口1036人，其中男535人，女501人；识字率82.14%，其中男性为86.85%，女性为76.89%。